# 高橋ほなみ
高橋 ほなみ（たかはし ほなみ、2002年〈平成14年〉8月7日 - ）は、日本のAV女優。LIGHT 所属

## 略歴
2024年3月19日 「可愛い子を、紹介します。高橋ほなみ 新人専属AV DEBUT おっぱいだけがエロじゃない！エッチなボディラインの八頭身」でAVデビュー。
その後、企画単体女優となる。

## 人物
- デビュー時は大学に通っていて、アパレル関係もやっていた[1]。
- 自射行為は毎日している[1]。
- 好きな女優は三上悠亜[1]。
- 初体験は19歳の時で相手は同い年の彼氏でラブホテルでやった[2]。
- その後の経験人数は5人[2]。
- 趣味はドライブとサウナ[3]。

## 出演作品

### アダルトDVD
- 可愛い子を、紹介します。高橋ほなみ 新人専属AV DEBUT おっぱいだけがエロじゃない！エッチなボディラインの八頭身（3月19日、MOODYZ）
- 極イキ3本番 腰反りギュイン！潮吹きびちゃ！びちゃ！ガクガク脚膝痙攣！絶頂Special 高橋ほなみ（4月16日、MOODYZ）
- 禁欲敏感おま●こ激ピストン 本能のまま潮吹き痙攣絶叫アクメ 高橋ほなみ（5月21日、MOODYZ）
- 新人メイドすぎて30分に1回は猛烈バックピストンで教育されています… 高橋ほなみ（6月18日、MOODYZ）
- 痴●の指マンがストライクすぎて…声も出せず糸引くほど愛液が溢れ出し堕とされた私 高橋ほなみ（7月16日、MOODYZ）
- ビンカン美少女のトロトロ涎と濃厚オヤジのベチョベチョ唾液が濃厚に絡み合う汁だくベロキス性交 高橋ほなみ（8月20日、MOODYZ）
- 大嫌いな脚フェチ店長の舐めテクに堕ち淫行サービスさせられる美脚女子大生の不倫沼バイト 高橋ほなみ（9月17日、MOODYZ）
- 【顔・美乳・美尻を全推し】数々の社長さんたちを魅了する魔性のグラビアアイドル！！出会って直ぐに車内でフェラ抜き！感度抜群☆イキ過ぎてスプラッシュ連発！場所を問わずハメまくり！中出し3連発！！【なまハメT☆kTok】【ほなみ】 高橋ほなみ（9月30日、DOC）
- 家庭内痴姦～美人になり過ぎた娘と妻の面影に欲情する継父 高橋ほなみ（10月1日、ディープス）
- 【隠れ痴女なオタク女子】フェスでヤレるって本当？！アイドルより可愛い圧倒的美少女ゲット！！短パンからハミ出したムッチムチの肉尻と太ももが極エロい！！絶頂と同時に噴き出るエロ汁まみれの超濃厚SEX！！【シン・ナンパ】【ほのか】 高橋ほなみ（10月13日、DOC）
- 死ぬほど嫌いな変態教師たちに何度もザーメンをブチ込まれた私… 校内で助けも呼べないサイレント集団痴●で追い詰めてぶっかけ中出しレ×プ輪● 高橋ほなみ（10月15日、MOODYZ）
- クンニをしてくれない旦那に欲求不満だったご無沙汰ま○この匂いを嗅ぎつけた甥っ子の全力むしゃぶりクンニに我慢できず恥じらいイキ！たまらず近親相姦中出しを受け入れるむっつりデカ尻叔母 高橋ほなみ（11月5日、ルナティックス）
- 痙攣がとまらない！ビクビクイッちゃう脚長美人の快感 高橋ほなみ（11月5日、S-Cute）
- おとなりの性処理妻 隣家の三世代に家族ぐるみでねとられた妻 祖父ねっちょり、父はデカチン、子は鬼ピス 高橋ほなみ（11月12日、JET映像）

### VR作品
- 高橋ほなみ 初8KVR いっぱいキスしよ！2SEX！8頭身JD彼女がアナタだけに甘える最高の同棲生活。（2024年6月15日、MOODYZ）
- 「お姉ちゃんと結婚するって言ってたよね？」親戚のお姉ちゃんは、小さい頃から可愛がっていた甥っ子ガチ恋勢……彼女が出来たと聞いて、大人の色気とテクでカラダから骨抜きにする 高橋ほなみ（2024年10月11日、unfinished）
- 高級ラウンジ嬢のオナぺとプライベートサウナ不倫 イカセまくってととのういいなりサ活 高橋ほなみ（2024年10月21日、SODクリエイト）